# Hockenheimring
Hockenheimring Baden-Württemberg er et motorsportsanlæg ved byen Hockenheim i Baden-Württemberg, Tyskland.
Banen blev indviet i maj 1932, og lægger asfalt til Tysklands Grand Prix i Formel 1-serien, og Deutsche Tourenwagen Masters (DTM).

## Historie
Det første spadestik til Hockenheim blev taget 23. marts 1932, og banen stod færdig 29. maj samme år. Til at starte med bestod banen af nogle veje i skoven, som et alternativ til racerbanen ved Karlsruhe, som ofte var optaget af officerer fra det tyske militær. I starten blev banen brugt til motorcykelløb, inden den i 1936 blev udvidet, så Mercedes-Benz og Auto Union kunne bruge den som testbane for deres biler. Fra 1938 til 1947 hed banen Kurpfalzring.
I 1965 opførte man en ny version af Hockenheimring, efter at den nye Bundesautobahn 6 ved byen havde gjort det nødvendigt.

### Formel 1
I 1970 blev der første gang kørt Tysklands Grand Prix i Formel 1 på Hockenheimring, efter at de årene forinden var blev kørt på Nürburgring, hvor det også returnerede til året efter.
Fra 1977 til 2006 var Hockenheim vært for det tyske grand prix, med undtagelse af 1985, hvor løbet igen var på Nürburgring.
Ledelsen for Formel 1-serien forlangte i starten af 2000'erne at banen skulle afkortes, hvis der fortsat skulle køres Formel 1 i Hockenheim. I 2002 stod det nye design færdigt, og banens længde var gået fra cirka 6,8 km til 4,5 km.
Siden 2007 har Nürburgring og Hockenheim delt værtskabet for Tysklands Formel 1 Grand Prix, og derfor bliver der nu kun kørt F1 på Hockenheim hvert andet år.